# Design Tower
Der Design Tower, umgangssprachlich nach dem Hauptmieter unter dem Namen SO/ Vienna (kurz: SO/) bekannt, ist ein Hochhaus im 2. Wiener Gemeindebezirk, Leopoldstadt. 2010 wurde das nach Plänen des französischen Architekten Jean Nouvel errichtete Bauwerk als Nouvel-Tower eingeweiht.
Das Gebäude in der Praterstraße 1 entstand auf einem prominenten Bauplatz im Zentrum der Stadt: bei der Schwedenbrücke über den Donaukanal, zwischen der Praterstraße und Taborstraße. Bauherr und Eigentümer ist die Uniqa Insurance Group. Den Großteil des Gebäudes nimmt das Hotel SO/ Vienna ein.

## Geschichte

### Bauplatz

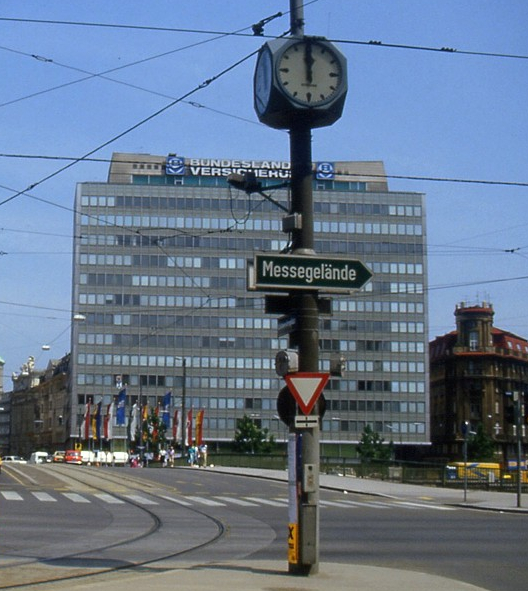
1962–2006 bestehendes Gebäude der Bundesländer-Versicherung

Der Bauplatz Ecke Praterstraße/Taborstraße in der Wiener Leopoldstadt liegt dem historischen Stadtzentrum genau gegenüber. Der Schwedenplatz am anderen Ufer des Donaukanals ist Station der U-Bahn-Linien U1 und U4 und der Straßenbahnlinien 1 und 2, in unmittelbarer Nähe befinden sich auch die Abfahrtsstellen des Twin City Liners nach Bratislava (Pressburg) und der Postbus-Expresslinie zum Flughafen Wien-Schwechat sowie das Badeschiff im Donaukanal.
Da die Taborstraße die älteste Straße des heutigen 2. Bezirks ist und hier schon 1464 die Schlagbrücke über die Donau (den heutigen Donaukanal) zur ummauerten Stadt genannt wurde, wurde die engere Umgebung des Bauplatzes schon jahrhundertelang für touristische Funktionen genützt. Auf einer Teilfläche des heutigen Bauplatzes (Praterstraße 7) befand sich 1591 der Einkehrgasthof Zum goldenen Lamm, auf einer anderen Teilfläche (Taborstraße 4) das einstige Hotel Zum weißen Schwan; die beiden Beherbergungsbetriebe wurden anlässlich der Wiener Weltausstellung 1873 zum späteren Hotel Continental (200 Zimmer, Saal für 600 Personen, Kaffeehaus) vereinigt bzw. ausgebaut, in dem u. a. Otto von Bismarck abstieg. 1945 wurde das Hotel bei der Schlacht um Wien schwer beschädigt und nicht wieder aufgebaut. Bei diesen Kampfhandlungen wurden fast alle Gebäude beiderseits des zentralen Abschnitts des Donaukanals durch Artilleriebeschuss schwer beschädigt oder zerstört, weshalb die Gegenwartsarchitektur hier seit 1945 besonders stadtbildprägend ist.
1959–1962 entstand nach Plänen von Georg Lippert auf dem Bauplatz das Gebäude der Bundesländer-Versicherung, eine Stahl-Glas-Konstruktion; im Erdgeschoß befanden sich Geschäftslokale. Die Versicherung ging später in der heutigen Uniqa-Versicherung auf, die 1999–2004 hier ihren Hauptsitz hatte. Nach Fertigstellung des in der Nähe neu gebauten Uniqa Towers, des neuen Hauptsitzes des Konzerns, wurde das 1962 fertiggestellte Gebäude funktionslos. Uniqa ließ daher Pläne für eine ökonomische Neunutzung des Grundstücks entwerfen und entschloss sich zum Bau dieses Hotel- und Geschäftsgebäudes.

### Entwurf
Jean Nouvels Entwurf für das Gebäude war Resultat eines von Uniqa ausgelobten zweistufigen Architektenwettbewerbs. Auf ein mehrgeschoßiges Sockelbauwerk setzte Nouvel einen Turm auf; die Verbindung zwischen Basis und Turm stellt ein sich nach oben verjüngender Wintergarten her, der sich über drei Geschoße erstreckt. Der Turm scheint sich leicht nach links, zur Taborstraße, zu neigen, so dass er nach Meinung des Bauherrn mit dem Gegenstück auf der anderen Straßenseite, dem ebenfalls zur Taborstraße geneigten nach den Plänen von Hans Hollein 1994–2000 errichteten Generali Media Tower, ein optisches Portal zur Leopoldstadt bildet.

### Bau

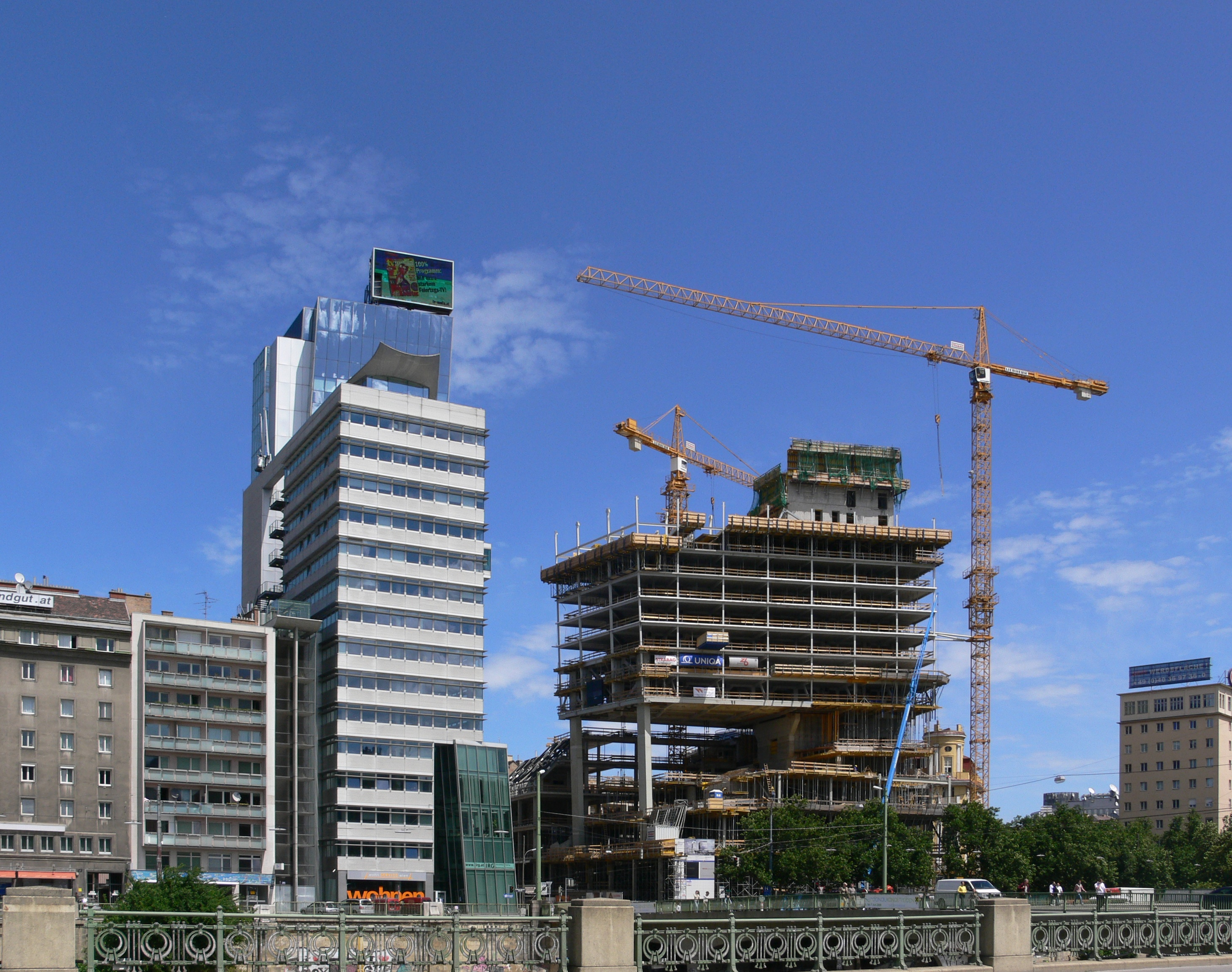
Das Gebäude in Bau (Juni 2009); links der Generali Media Tower von Hans Hollein

Der Bau des Hotel- und Geschäftsgebäude zwischen 2007 und 2010 stellte „eine architektonische und bautechnische Herausforderung“ dar. Zu diesem Zweck entwickelte die Arge Stahlbau PS1, bestehend aus den Unternehmen Zeman und Strabag, „eine einzigartige und außergewöhnliche Montagemethode“:
Es wurde ein Sockelbau mit Erdgeschoß und fünf Obergeschoßen errichtet. Es wurden zwei komplette Traggeschoße mit je etwa 450 m² und circa 1600 t Gesamtgewicht in Bodennähe zusammengebaut sowie die zugehörigen Stahlbetondecken so weit betoniert, dass nach dem Anheben mittels Hydrauliksystem in die endgültige Höhe (max. 27 m), die Errichtung der restlichen elf Geschoße ab dem 8. Stockwerk ohne weitere Unterstellungen möglich wurde. Zwischen September 2008 und Juli 2009 wurde die Stahltragkonstruktion für den 13-geschoßigen Turm errichtet.

### Nutzung und Eigentum
Am 4. Dezember 2010 eröffnete das Unternehmen Stilwerk seine Ausstellungsräume (Designcenter) in den ersten vier Stockwerken. Am 14. Dezember 2010 folgte die Eröffnung des Hotels Sofitel Vienna Stephansdom, das den Großteil des Gebäudes einnimmt.
Im Juni 2016 wurden Verkaufsabsichten des Eigentümers, der Uniqa Versicherungen, öffentlich. Der Immobiliendienstleister JLL wurde mit der Veräußerung beauftragt. Im Februar 2017 wurde der Verkaufsprozess für beendet erklärt, da Uniqa sich gegen einen Verkauf entschieden habe. In dem Zuge wurde bekannt, dass eine Schließung des Sofitel nicht zur Debatte stehe, jedoch das Design-Shoppingcenter Stilwerk sich aus strategischen Gründen aus dem österreichischen Markt zurückziehen werde. Stilwerk hat Stand August 2017 dauerhaft geschlossen.
Anfang Februar 2017 wurden zudem Pläne für die Errichtung eines Start-Up-Zentrums durch eine Investorengruppe im Design Tower veröffentlicht. Die Eröffnung ist für den Spätsommer 2017 geplant.
Ende 2018 flaggte die Hotelgruppe Accor das bisherige Sofitel um in SO/ Vienna.

## Struktur

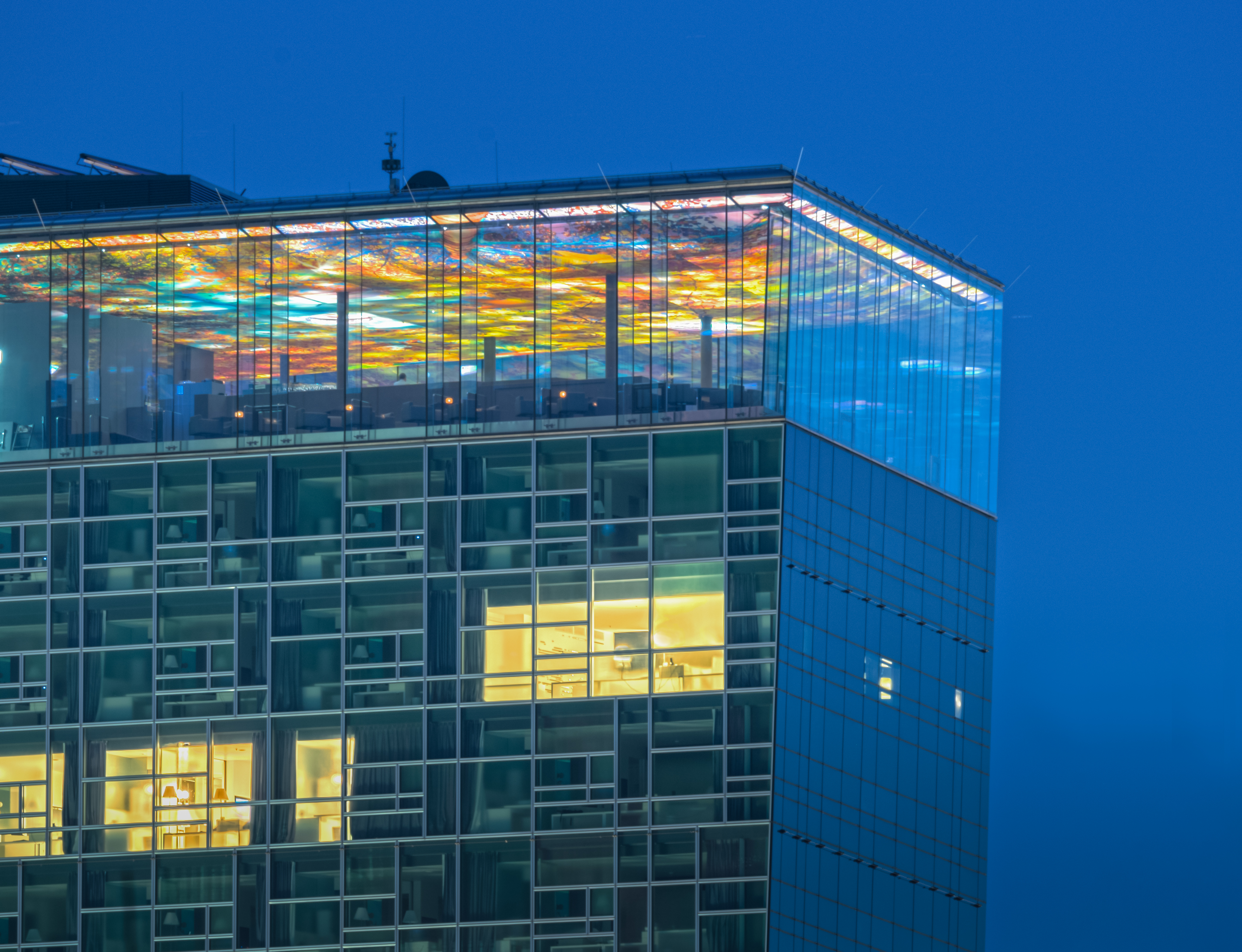
Panoramarestaurant mit Lichtdecke von Pipilotti Rist im 18. Stock

Das 75 m hohe Gebäude weist eine Bruttonutzfläche von 53.000 m² mit folgender Struktur (von oben nach unten) auf:
Turm
- 18. Stock: Panoramarestaurant (Das Loft mit Lichtdecke von Pipilotti Rist, Restaurant mit Bar & Lounge, eröffnet als Le Loft)[19]
- 6.–17. Stock: Fashion & Design Hotel Vienna des Hotelkonzerns Accor, 182 Zimmer (inkl. 26 Suiten)

Sockelbauwerk
- 5. Stock: SO/ Spa und Wellnesseinrichtungen (Spa & Fitness), Wintergarten
- 4. Stock: neun Konferenzräume des SO/ Vienna Hotels, Wintergarten
- 3. Stock: Designzentrum Stilwerk[20] (bis 2017), Wintergarten
- 1. und 2. Stock: Stilwerk (bis 2017)
- Erdgeschoß: Stilwerk (bis 2017), Hotellobby
- Tiefgeschoße: Garage mit 239 Stellplätzen

 Decken 
Die Schweizer Künstlerin Pipilotti Rist hat für das Hotel drei Lichtdecken in kräftigen Farben erarbeitet. In Kooperation mit ihr wurde der Aufbau für die Lichtdecken von der Firma Light-Tech entwickelt. Die Lichtdecke besteht aus einzelnen Aluminiumrahmen mit maximal 15 Quadratmetern, auf die der bedruckte Stoff gespannt wurde. Die Leuchtstofflampen des Beleuchtungssystems befinden sich hinter dem Stoff, direkt auf den Rahmen. Die Haustechnik mit Sprinkleranlage, Akustikmatten und Rauchabzug ist hinter dem Stoff verborgen. Die Felder der Lichtdecke werden an eine Unterkonstruktion gehängt und können zu Wartungszwecken jederzeit geöffnet werden.
Die drei Decken sind unterschiedlich gestaltet: Dank der Lichtdecke im obersten Stockwerk weckt das Hochhaus Assoziationen an einen Leuchtturm. Eine Lichtdecke mit Motiven aus der Tiefsee befindet sich im bis zu 15 Meter hohen Wintergarten. Da die Decke vom Boden aus nicht gewartet werden kann, wurden einzelne Felder der Decke so konstruiert, dass man dahinter zwei Wartungsbühnen anbrachte. Die Felder können mit einem Absenkmechanismus geöffnet werden. Die Wartungsbühnen werden mit Seilen, die zwischen den Aluminiumrahmen laufen, unter der Lichtdecke entlanggeführt. Die Firma LIght-Tech entwickelte ein Beleuchtungssystem, das das Dimmen auf fünf Stimmungsmodi erlaubt, um ein gleichmäßiges Lichtbild erzeugen zu können. Über ein Vorschaltgerät kann jeder Leuchtstofflampe eine Leuchtstärke zugeordnet werden. Im Panorama-Restaurant befindet sich die größte Lichtdecke, die etwa 1000 Quadratmeter Fläche hat und Baumkronen im Herbstlaub zeigt. Fotos wurden bearbeitet und dann in einem Inkjetdruckverfahren zweifach auf kunststoffverstärktes Gewebe gedruckt, das die Anforderungen der Brandstoffklasse B1/Q1 erfüllt.

## Architekturkritik

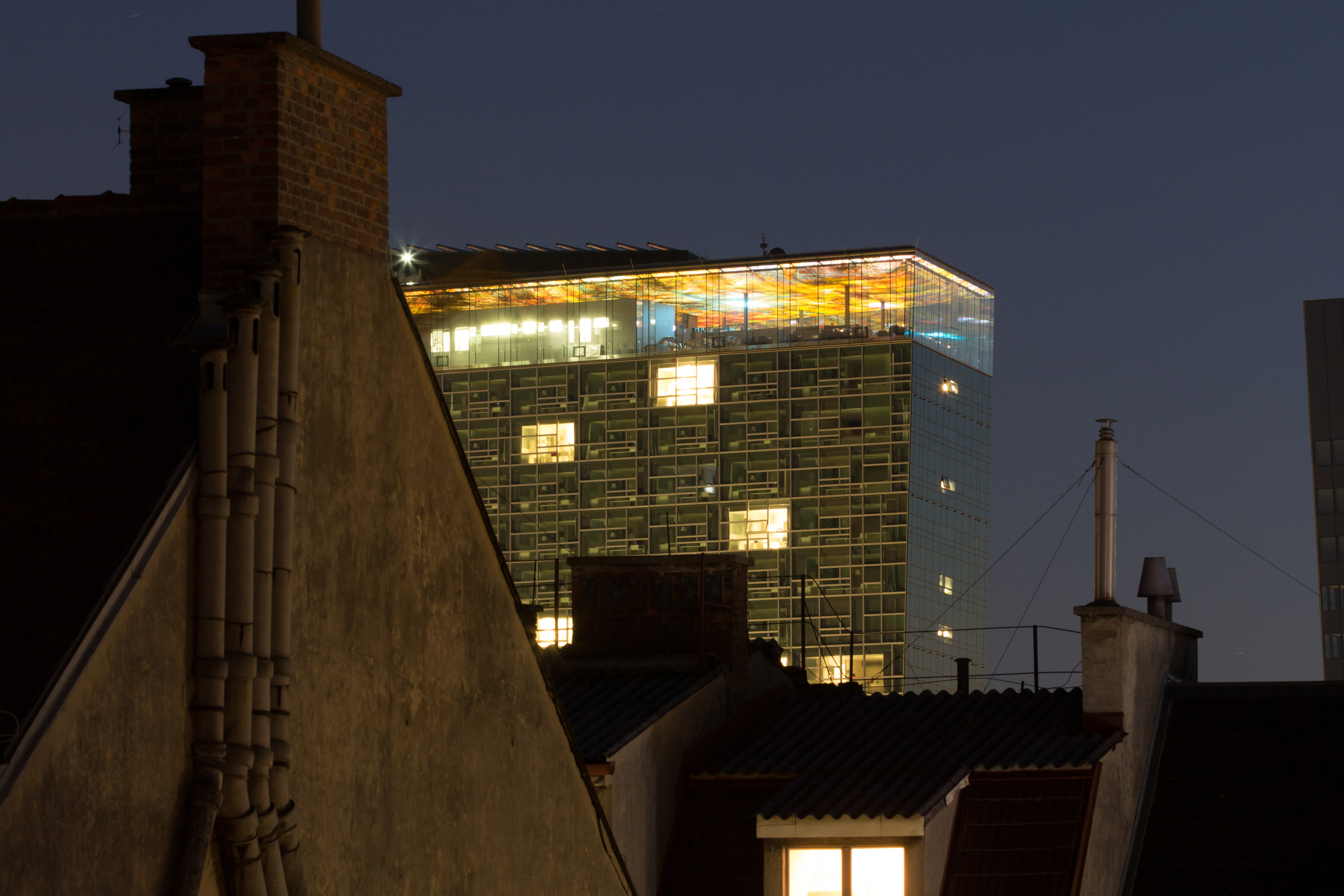
Design Tower bei Nacht (vom Karmeliterviertel aus)

Die Wiener Architekturkritik kommentierte den Bau nach der Eröffnung uneinheitlich. Jan Tabor sieht vom Schwedenplatz und von der Taborstraße aus „einen riesigen Designer-Schischuh“ oder ein „riesiges Grabmal aus einem tröstend dunklen Material“. Die Gestalt des Gebäudes beschreibt er als „plump und doch schick wirkend“. Die der Leopoldstadt zugewandte Seite sei „sehr schön, besonders in der Nacht“. Den „Wechsel von widersprüchlichen Wahrnehmungen“ fasst Tabor im Satz „Sie sind seltsam, die Bauten von Jean Nouvel“ zusammen.
„Der wohlgesetzte Nouvel-Kombibau, obwohl er weit nicht die Qualitäten des ausgelassenen Hollein-Collagebaus erreicht, macht sich hier breit, drängt sich vor […].“ Das durch die Neigung der beiden Hochhäuser zueinander am Beginn der Taborstraße nach Meinung mancher entstandene „Stadttor“ hält Tabor für „das Produkt einer anachronistisch-pittoresken Städtebauideologie aus der Camillo-Sitte-Zeit“, „eine urbanistische Plattheit, einen Stadtbild-Kitsch“. „Holleins Bau ist eine verspielte Collage, Nouvels Bau ein espritfreier Cocktail.“ Vor zwanzig Jahren wäre Nouvel mit diesem Entwurf noch im „internationalen Zeitgeist“ gewesen, heute handle es sich um „ein Stück der Retromoderne“, das hoffentlich „kein Trendsetter“ werde.

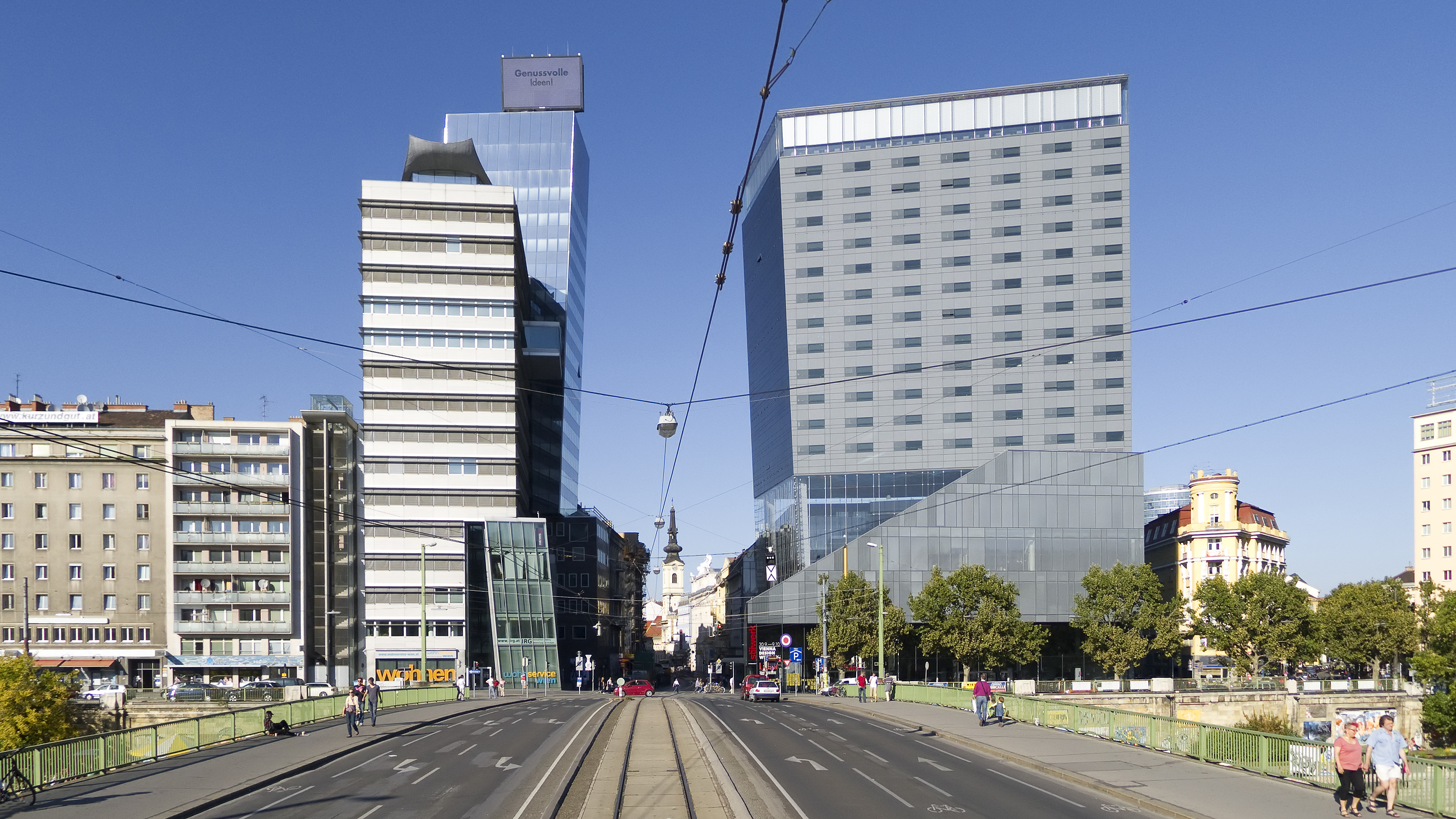
Holleins Media Tower links, Design Tower rechts (von der Schwedenbrücke aus, mit der Barmherzigenkirche mittig im Hintergrund)

Maik Novotny geht mit dem „ambitionierten Vexierspiel von Volumen und Flächen“ deutlich milder um. Er erinnert eingangs daran, dass Jean Nouvel 1995 den Wettbewerb um den benachbarten Media Tower gegen Hollein verloren hat, der hier eine „stimmige Collage“ realisiert habe. Beim nun fertiggestellten Bau habe Nouvel den Wettbewerb gegen Hollein gewonnen. Der Hoteltrakt balanciere „wie ein erratischer Block auf dem fünfgeschoßigen, schräg angeschnittenen Sockel“. Nouvels Bau zeige „wie ein doppelter Januskopf in jede Richtung ein komplett anderes Gesicht“. „Am spektakulärsten“ zeige sich das Gebäude bei Dämmerung und bei Nacht: „hier wandelt sich das ‚Fast-Nichts‘ zu einem leuchtend-farbigen Etwas“. Die Restaurantdecke im 18. Stock schwebe dank der Lichtinstallation von Pipilotti Rist „wie ein fliegender Teppich im Wiener Himmel“.